# オーバーアウラ
オーバーアウラ (ドイツ語: Oberaula) は、ドイツ連邦共和国ヘッセン州シュヴァルム＝エーダー郡に属す町村（以下、本項では便宜上「町」と記述する）である。

## 地理
オーバーアウラは、クニュル山地の南端、アウラ川とその支流の谷に位置している。
近隣の市は、バート・ヘルスフェルト（東に約 25 km）、シュヴァルムシュタット（西に約 24 km）、ホムベルク (エフツェ)（北に約 26 km）、アルスフェルト（南西に約 21 km）がある。

### 隣接する市町村
オーバーアウラは、北東はノイエンシュタイン、東はキルヒハイム、南東はブライテンバッハ・アム・ヘルツベルク（以上 3 市町村はヘルスフェルト＝ローテンブルク郡）、南西はオットラウ、西はノイキルヒェン、北はシュヴァルツェンボルン（以上 3 市町村はシュヴァルム＝エーダー郡）。

### 自治体の構成
この町は、6つの地区からなる: オーバーアウラ（町役場所在地）、ハウゼン、フリーディゲローデ、イプラ、オルベローデ、ヴァールスハウゼン

## 歴史
オーバーアウラは 856年に Ovilah（「肥沃な川縁の平地にある村」あるいは「オイレンヴァッサー沿いの村」という意味）として初めて記録されている。
ハウゼン地区は 1160年に初めて記録されている。ハウゼン地区には古くからフルダ修道院の城塞があり、その跡地にはその後 1674年にデルンベルク男爵がルネサンス様式の城館を建設した。
ナポレオンのヴェストファーレン王国時代（1807年 - 1813年）、オーバーアウラはカントン・オーバーアウラの首邑であり、治安裁判所があった。

## 行政

### 議会
オーバーアウラの町議会は、23議席からなる。

### 首長
町長のクラウス・ヴァーグナー (CDU) は、2009年9月27日に 62.2 % の票を得て選出された。前任のカール・ハインツ・フェストヴェーバー (SPD) は1997年に決選投票の末、対立候補のクラウス・ヴァーグナーを破った。フェストヴェーバーは2003年に 73.7 % の票を得て再任されていた。

### 紋章
図柄: 青地で、基部に金色の三峰性の山。その中に3枚の葉を持つ緑色のオークの木。山の上に赤い爪や嘴で威嚇する銀のフクロウ。6つの突起がある星形が、その左右にそれぞれ3つずつ配置されている。
青い背景色は、青い旗に関する古い伝承に拠っている。フクロウはオーバーアウラを、6つの星形はこの町の地区を示している。星形は、何世紀もの間強い影響力を有していたツィーゲンハイン伯の紋章に由来する。三峰性の山は、この町が位置するクニュル山地を示しており、オークの葉はかつてのクアヘッセン - ヴァルデック観光連盟に所属したことを示している。

### 姉妹都市
- マルサンヌ（フランス、ドローム県）1996年

## 文化と見所

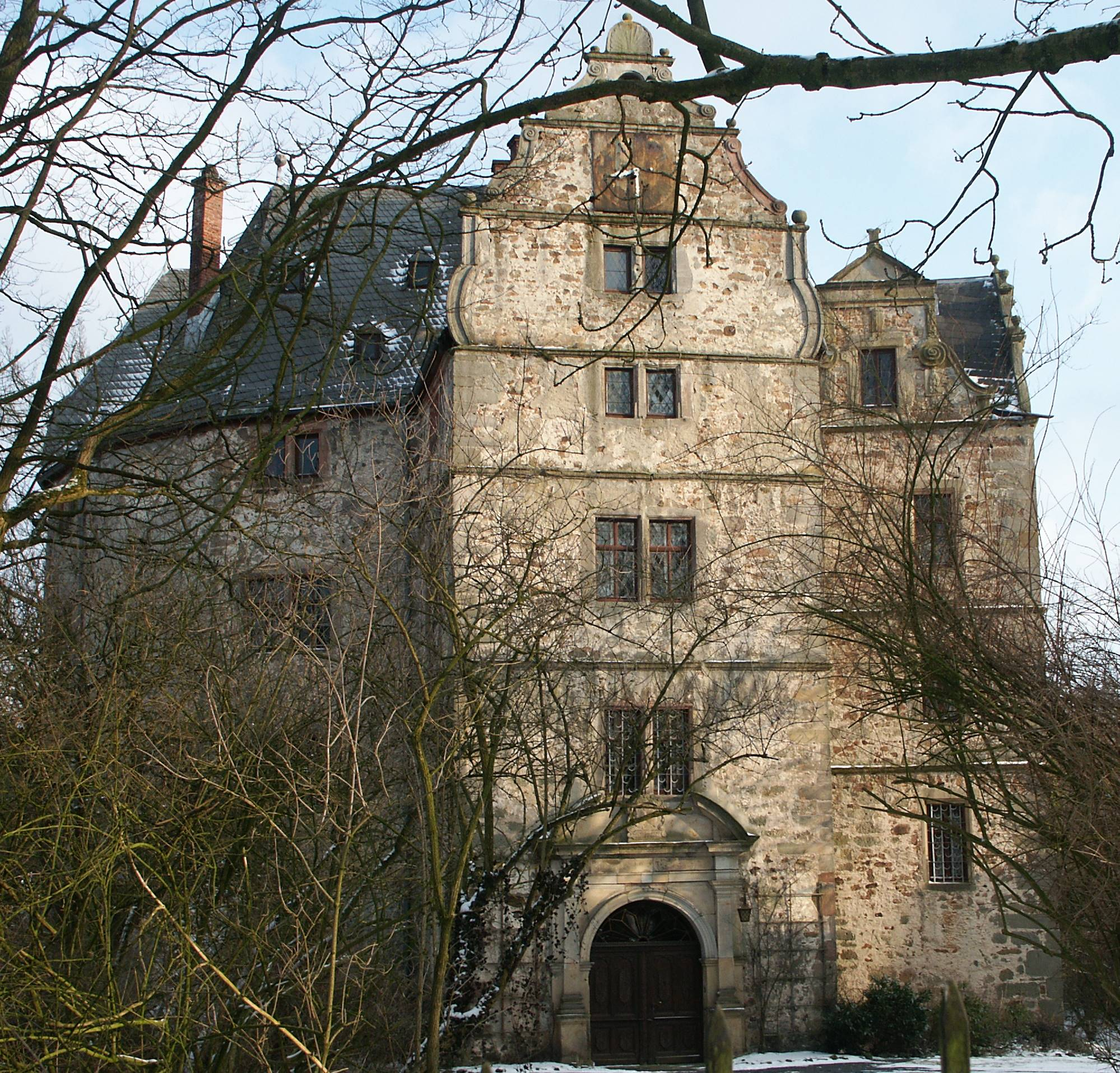
ハウゼン城

### 建造物
- オーバーアウラのプロテスタント教会（1717年建造）15世紀建造の塔（尖塔型の屋根と隅の小塔）を有する。
- ハウゼンの教会
- ハウゼン城、1674年建造

## 経済と社会資本

### 交通
オーバーアウラは連邦道 B454号線沿いに位置し、この道路によって全国的な道路網に接続している。この町から約 10 km の距離にアウトバーン A7号線と A4号線とが交差するジャンクションがある。
公共の近郊交通は、北ヘッセン交通連盟 (NVV) によって運営されている。
この町と鉄道網とを結びつけていたクニュルヴァルト鉄道は、1984年から廃止されている。この鉄道の駅は、バート・ヘルスフェルト、シュヴァルムシュタット、ホムベルク/エフツェにあった（いずれも廃止）。旧鉄道路線は自転車道に改造され、トライザからヘルスフェルト＝ローテンブルク郡との郡境まで通っている。

## 人物

### 出身者
- ヴィルヘルム・フォン・デルンベルク（1768年 - 1850年）将軍、自由主義運動家

## 引用
1. ↑  Hessisches Statistisches Landesamt: Bevölkerung in Hessen am 31.12.2023 (Landkreise, kreisfreie Städte und Gemeinden, Einwohnerzahlen auf Grundlage des Zensus 2011)]
2. ↑  オーバーアウラの町長選挙に関するデータ